# آزادی ریختی
آزادی ریختی یا آزادی ساختواژی (به انگلیسی: Morphological freedom) به حق مدنی یک انسان یا شخص برای حفظ یا دگرش بدن خود، بر اساس شرایط، رضایت آگاهانه یا توافقی گفته می‌شود که می‌تواند شامل امتناع از استفاده فناوری درمانی هم باشد.
این اصطلاح توسط مکس مور در سال ۱۹۹۳ در مقاله ای با عنوان «خود تبدیلی تکنولوژیک: گسترش برون گرایی شخصی» ابداع شد اما بعدها توسط آندرس سندبرگ، مناظره‌گر علم و آینده‌نگر به‌عنوان «گسترش حق فرد نسبت به بدنش، نه فقط مالکیت خود، بلکه همچنین حق تغییر دادن خود بر اساس خواسته‌هایش» استفاده شد.
مؤسسه خیریه بنیاد آزادی فرم از ماساچوست آمریکا، در سال ۲۰۱۸ برای حمایت و حمایت از تحقیقات علمی برای پیشرفت بیشتر در زمینه آزادی ریختی، دستیابی به ابزارهای مورد نیاز و افزایش پذیرش پذیری عمومی در جامعه تأسیس شد.